# Nsawkaw

Nsawkaw är en ort i västra Ghana. Den är huvudort för distriktet Tain, och folkmängden uppgick till 6 568 invånare vid folkräkningen 2010.